# Sreekandapuram
Sreekandapuram (malabar: ശ്രീകണ്ഠാപുരം) es una ciudad del estado indio de Kerala perteneciente al distrito de Kannur.
En 2011, el municipio que forma la ciudad tenía una población de 33 849 habitantes.
Históricamente era una localidad rural perteneciente al reino medieval de Mushika. La localidad es mencionada con el topónimo Jurbattan en los documentos de Abraham Ben Yiju, explorador judío de Ifriquía que a mediados del siglo XII realizó varios viajes desde Mangalore. La localidad adoptó estatus de municipio en 2015.
Se ubica a orillas del río Valapattanam, a medio camino entre Taliparamba e Iritty sobre la carretera 36.